# Prime Evil
Prime Evil – szósty album studyjny brytyjskiego zespołu (pioniera black metalu) Venom. Jest to pierwszy album wykonany bez udziału Cronosa.

## Lista utworów
1. „Prime Evil” - 4:38
2. „Parasite” - 3:08
3. „Blackened Are the Priests” - 4:19
4. „Carnivorous” - 2:11
5. „Skeletal Dance” - 3:07
6. „Megalomania” - 5:25
7. „Insane” - 2:54
8. „Harder than Ever” - 3:09
9. „Into the Fire” - 3:23
10. „School Daze” - 4:23
11. „Live Like an Angel - Die Like a Devil” - 3:05

## Muzycy
- Anthony Bray „Abaddon” - perkusja i bębny
- Mantas - gitara prowadząca
- Alastair Barnes „Al Barnes” - gitara rytmiczna
- Tony Dolan „The Demolition Man” - bas i wokal